# Université de Tsurumi
 (avril 2019).
L’Université de Tsurumi (鶴見大学, Tsurumi Daigaku)  est une université privée de Tsurumi-ku, Yokohama, Kanagawa, au Japon.

## Histoire
L'Université de Tsurumi trouve ses origines dans le lycée pour filles de Tsurumi, créé en 1925. En 1953, le collège junior pour filles de Tsurumi est créé.